# Lispe orientalis
Lispe orientalis är en tvåvingeart som beskrevs av Christian Rudolph Wilhelm Wiedemann 1824. Lispe orientalis ingår i släktet Lispe och familjen husflugor. Inga underarter finns listade i Catalogue of Life.